# Weekends with Adele
Weekends with Adele è il primo residency show della cantante britannica Adele, svoltosi presso il Colosseum del Caesars Palace di Las Vegas dal 18 novembre 2022 al 23 novembre 2024.

## Scaletta
Questa scaletta rappresenta quella del concerto a Las Vegas del 23 febbraio 2024. Non è, pertanto, rappresentativa per tutti gli spettacoli del tour.
1. To Be Loved (piano intro)
2. Hello
3. Easy on Me
4. Turning Tables
5. Take It All
6. I Drink Wine
7. Water Under the Bridge
8. Send My Love (to Your New Lover)
9. Oh My God
10. One and Only
11. Don't You Remember
12. Rumour Has It
13. Skyfall
14. Hometown Glory
15. Love in the Dark
16. Cry Your Heart Out (interlude)
17. Set Fire to the Rain
18. When We Were Young
19. Hold On
20. Someone Like You
21. Rolling in the Deep
22. Love Is a Game

## Date
| N.D. |
| ---- |

| N.D. |
| ---- |